# منشأة أبو عبد الله
منشأة أبو عبد الله إحدى قرى مركز السنطة التابع لمحافظة الغربية بجمهورية مصر العربية.

## التاريخ
تكونت وحدة القرية الإدارية في 6 ديسمبر 1939 من عزب واقعة في زمام بلوس الهوى والبدنجانية، فصلت القرية في 21 ديسمبر 1940 من الناحية المالية وجعل لها زمام من نواحي بلوس الهوى والبدنجانية وكفر الحاج داود.

## السكان
بلغ عدد سكان منشأة أبو عبد الله 3610 نسمة حسب تقدير عام 2018.
| السنة  | 1947 | 1960 | 1976 | 1986 | 1996 | 2006  | 2018 |
| ------ | ---- | ---- | ---- | ---- | ---- | ----- | ---- |
| القرية | 1013 | 1326 | 1875 | 2306 | 2804 | 3,259 | 3610 |